# Kéraït

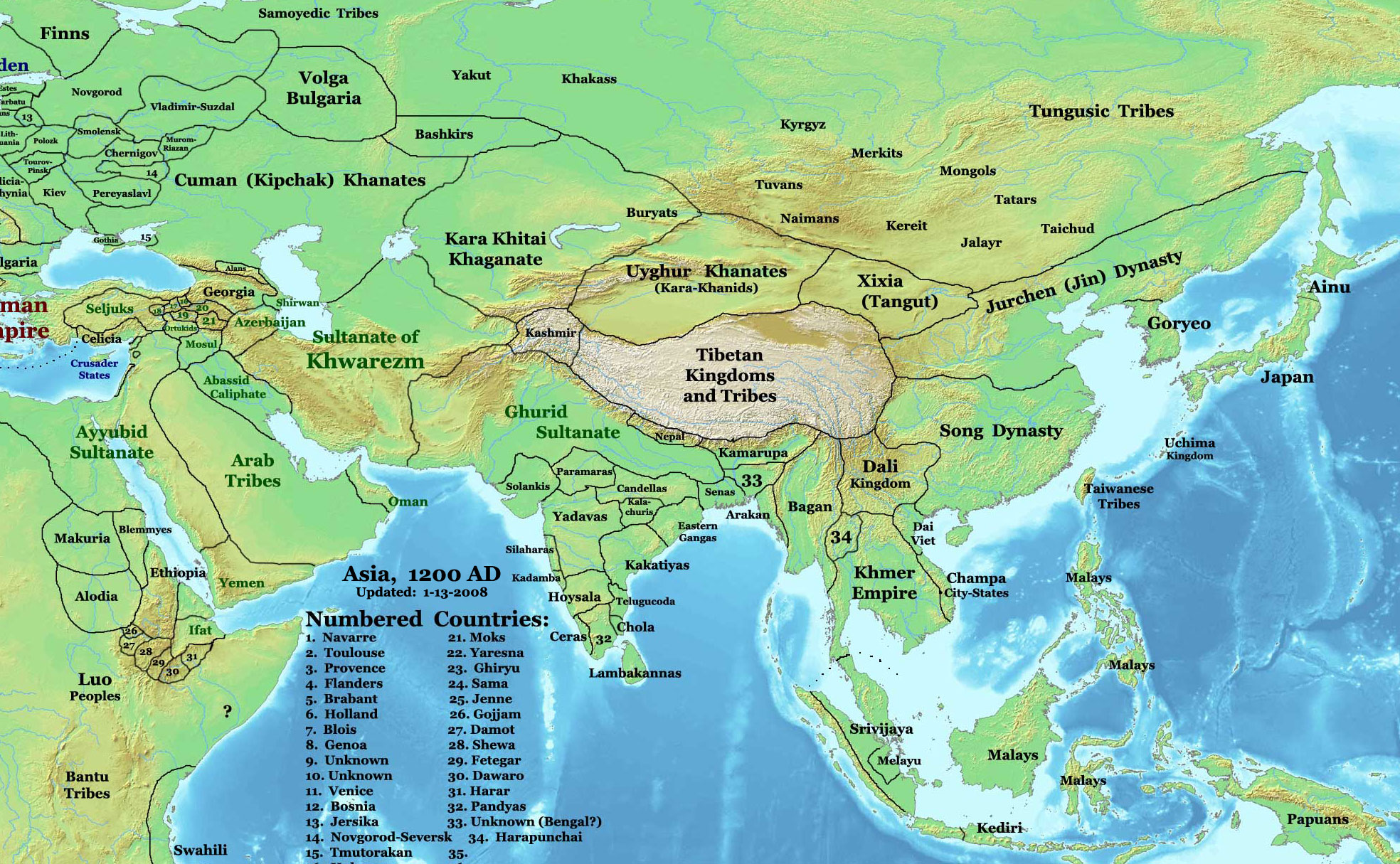
L'Asie vers 1200, montrant le royaume des Kereit et ses voisins

Christianisme syriaque en Asie, incluant les Kéraït.

Les Kéraït, Kereit ou Kereyit (mongol (écriture cyrillique) : Хэрэйд, Khereid, possiblement « les corbeaux » ; kazakh en écriture cyrillique : Керей) sont la maison princière dirigeante du Khanat Tatar, royaume turco-mongole de Mongolie centrale présent avant la formation de l'Empire mongol. Ils nomadisaient entre les rivières Orkhon et la Kerulen, à l'est des Naïmans.
Ils se convertissent au nestorianisme au début du XIe siècle. Leur roi, Toghril (Ong Khan), joua un rôle important dans l'ascension fulgurante de Gengis Khan qui unifia par la suite les mongoles. Il était anda (frère de sang) de Yesügei, père de Temüjin (Gengis Khan).
C'est par mariage avec des princesses kéraïtes que le christianisme pénétra dans la famille de Gengis Khan. Ainsi, Sorgaqtani, nièce de Toghril devint l'épouse principale de Tolui, quatrième fils de Gengis Khan et de son épouse principale, Börte. De ce mariage naquirent Möngke, Kubilaï, tous deux grands khans des Mongols, et Houlagu, fondateur de la dynastie des khans Houlagides d'Iran.

## Liste des Khagan Kéraït
- Marghuz (v.1060 - décédé en 1100) Khagan en 1089;
- Sariq Khagan, (v.1080 - décédé en 1050) Khagan en 1100;
- Cyriacus Buyruk Khan (v.1110 - 1065) Khagan en 1150;
- Toghril (né vers 1130 - décédé en 1203) Khagan de 1152 à 1153 puis de vers 1160 à 1173 puis 1201;
- Gür Khan, Khagan de vers 1153 à vers 1160
- Erke Qara, Khagan de 1173 [2]
- Jakha Gambhu, (v.1150 - ap.1204), Khagan de 1203 à 1204;

## Généalogie
- Marghuz, (v.1060 - 1000), Khagan des Tatars;
  - Sariq Khagan, (v.1080 - 1150), Khagan des Tatars;
  - N, (v.1085 - ?);
    - Cyriacus Buyruk Khan, (v.1110 - 1165), Khagan des Tatars en 1150;
      - Toghril, (1130 - 1203) Khagan des Tatars;
        - Ujaul Uzin, (v.1152 - ?), épouse de Toqto'a Beki;
        - Ilqa Senggüm, (v.1154 - v.1207);
          - Tusaqa, (v.1180 - ?), fiancé en 1202 à Qo'ajin Beki, fille de Gengis Khan;

        - Ulku, (v.1175 - ?);
          - Doqouz Khatoun, (v.1192 - 16/6/1265), concubine de Tolui puis épouse de Houlagou Khan;
          - Georges (v.1225 - ?), émir;
            - Toqiyatai, (v.1250 - 20/2/1292), concubine d'Hulegu puis d'Abaqa, puis épouse de Qonqurtai;
            - Uruk Khatun, (v.1258 - ?), épouse d'Arghoun;
            - Irinjin, (v.1260 - 1319);
              - Shaykh Ali (v.1280 - 1319);
              - Qutluqshah Khatun, (v.1290 - ap.1316) épouse d'Öljaitü, puis de Pulad Qiya;
              - Tursin Khatun (v.1295 - 1324), épouse de Demasq Kaja;
              - Vafadar (1304 - 1319);

        - Ca'ur Beki, (v.1180 - ap.1202), fiancé à Djochi en 1202

      - Tai Temür Taishi, (v.1135 - 1165);
      - Yulamacus, (v.1140 - ?);
      - Jakha Gambhu, (v.1150 - ap.1204), Khagan des Tatars en 1203;
        - Ibaqa Beki, (v.1180 - ap.1241), épouse de Gengis Khan puis de Jürchedei;
        - Begtütmish, (v.1185 - ?), épouse de Djötchi;
        - Ne, (v.1190 - ?), épouse un seigneur Öngüt;
        - Nachen Kuregen, (v.1195 - ?);
          - Saljidai Kuregen, (v.1240 - 1302);

        - Sorgaqtani, (v.1198 - 1252), épouse de Tolui;

      - Buqa Temür, (v.1152 - 1165);

    - Gür Khan, (v.1120 - 1170) Khagan des Tatars;
    - ? Erke Qara, (v.1130 - v.1196) Khagan des Tatars en 1187 (ou fils de Cyriacus)[3];